# フラットウッズ・モンスター

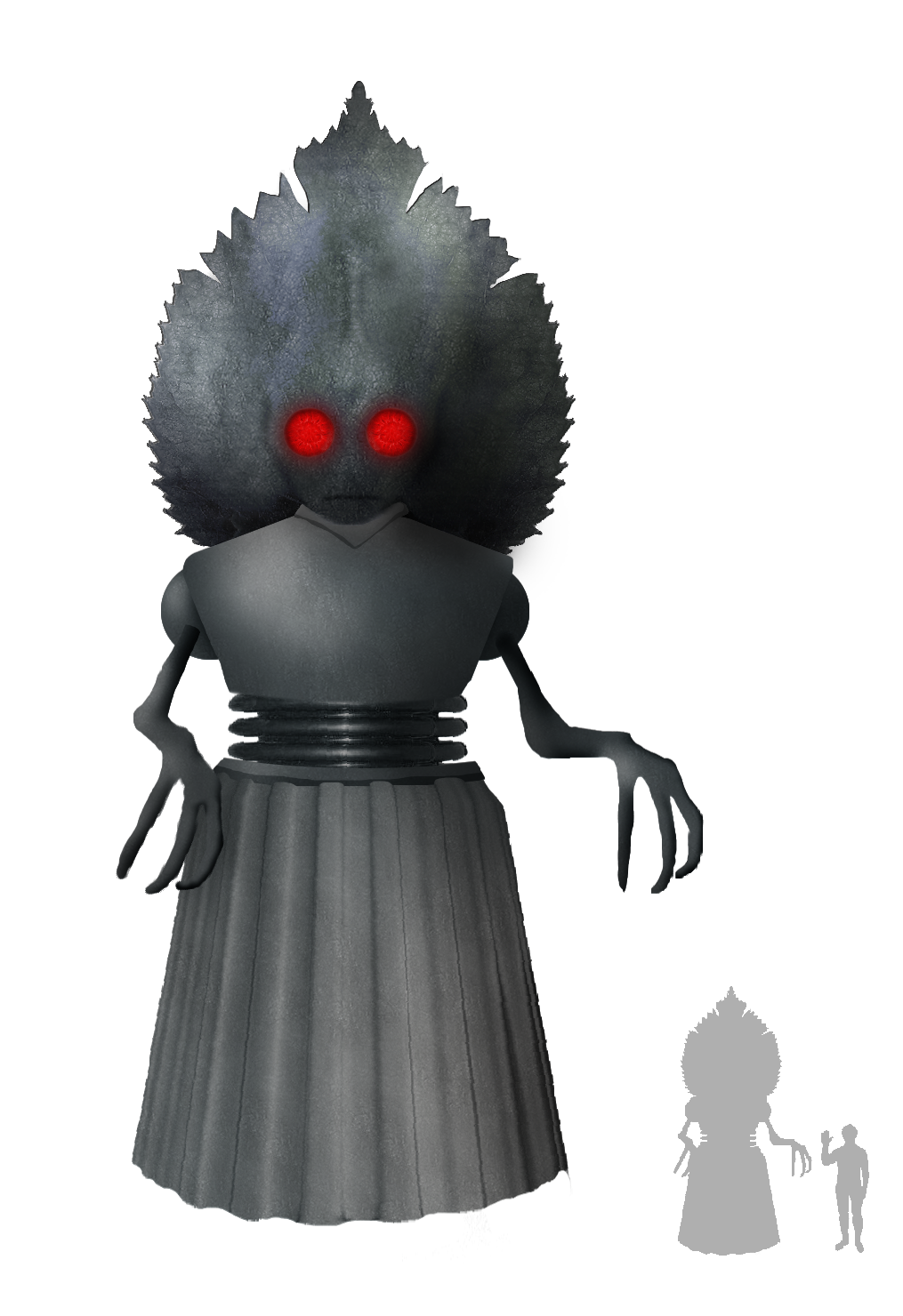
フラットウッズ・モンスター（右下は人間との大きさの比較）

フラットウッズ・モンスター（Flatwoods Monster）は、1952年9月12日にアメリカ合衆国ウェストヴァージニア州のブラクストン郡フラットウッズの町でUFOとともに目撃されたといわれる有名な「宇宙人」、あるいは未確認生物である。

## 概要
別名はブラクストン郡のモンスター、10フィートモンスター。日本では「3メートルの宇宙人」の名で知られる。
フラットウッズ・モンスターは高さ10フィート（後述の公式サイトによれば、12フィート（3.66m））という驚くべき高さの生物で、人間のものではない光る目をした、明るい赤い顔の、スペードのエースのような形状の頭で、明るい緑の衣服をひだ状にして腰から吊り下げている、短い腕で（あるいは腕がなく）爪のような手を持ち、浮上して動くという。

## 事件

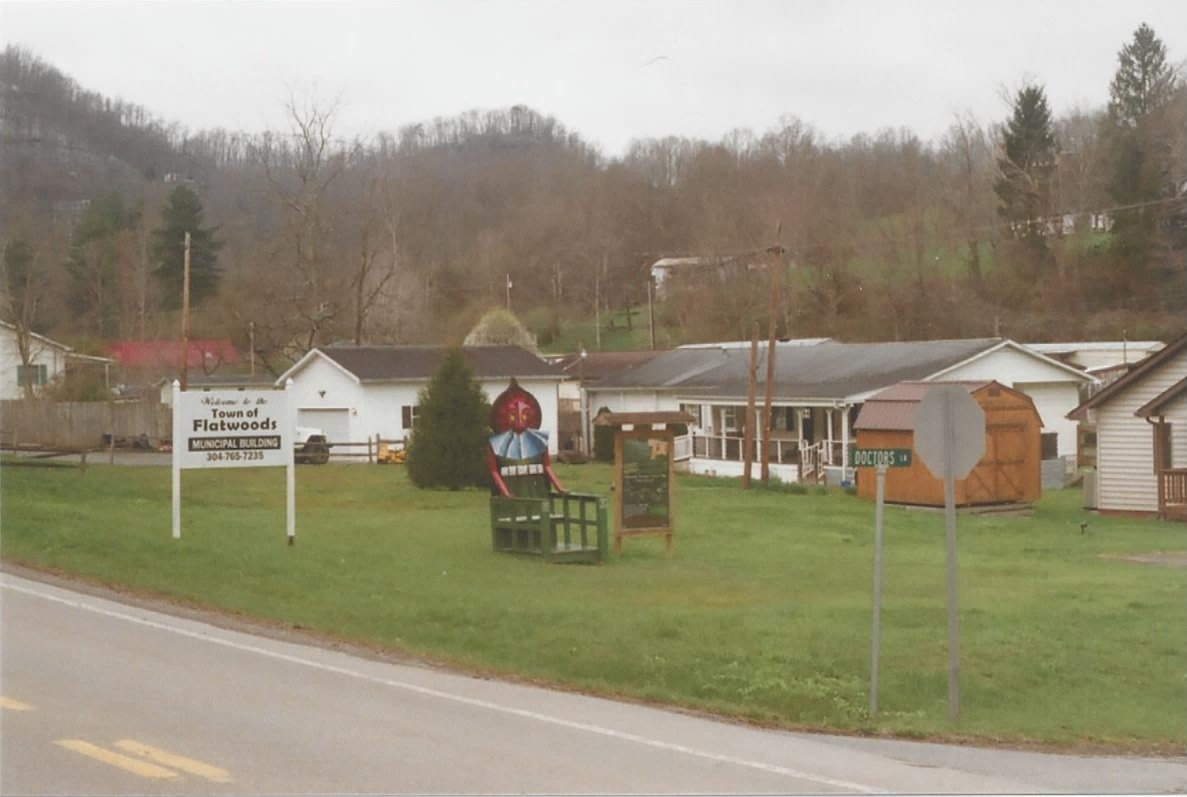
ウェストヴァージニア州フラットウッズの町

1952年9月12日の夕暮れ、燃える物体が空を横切り、エルク川沿いのガサウェイ（Gassaway）の町の方に落ちてゆくのが目撃された。保安官ロバート・カーと副保安官バーネル・ロングはこの物体の調査をするために呼び出された。
ガサウェイの北西10キロメートルほどにあるフラットウッズ（Flatwoods）の町では、夕暮れの7時15分ごろ、エドワードとフレッドのメイ兄弟、およびその友人のトミー・ヘイヤー（それぞれ13歳、12歳、10歳）が学校の運動場でフットボールをしていたところ、明るい物体が空に見え、地元の農家ベイリー・フィッシャーの所有地の丘の上に着陸するのを見た。少年たちは、メイ兄弟の母親で美容師のキャスリーン・メイの家に行き、UFOが丘に墜落したと母親に告げた。メイ夫人は懐中電灯を持ち、物体を目撃した少年たちのほかに地元の少年3人（ニール・ナンリー（14歳）、ロニー・シェーヴァー（10歳）、ウェストバージニア州兵のユージーン・“ジーン”・レモン（17歳））とレモンの愛犬を加え、フィッシャーの農場に行き物体のある場所へと向かった。
メイ夫人の家から4分の1マイル（400m）ばかり進んだところが丘の頂上であった。ここでメイ夫人と少年たちは、右手50フィート（15m）ほどの場所に、直径約10フィート（3.05m）の火の玉のような物体が燃えるように輝いているのを見た、といわれている。さらに彼らは目や鼻を焼くような刺激臭のある霧が漂うことに気づいた。
このとき、レモンは物体の左手上方、大きな樫の木の下に二つの小さな光が輝いているのに気づいた。彼が光の方向に懐中電灯を向けたところ、大きな生物がその全貌を現した。10フィートの高さの生物はシューッと音を立て、少年たちに向かい浮上しながら近づいてきた。一行はパニックになって逃げ出し、丘を駆け下りた。
一行はメイ夫人の家に逃げ、保安官のロバート・カーと地元紙ブラクストン・デモクラットの共同社主A.リー・スチュワートに電話した。スチュワートは目撃した少年たちにインタビューを行い、その後夜遅く、年長のレモンとともにモンスターを見た場所へ行ってみた。彼は「胸の悪くなるような、焼けつくような、金属のにおいがまだ立ち込めていた」と報じている。カー保安官とロング副保安官は別々に一帯を捜査したが、何にも出会わなかったと報告している。
翌朝早く、リー・スチュワートはもう一度モンスターの出た丘へ向かい、泥の中に二本の轍と黒い液体の跡を発見した。彼はこの丘にこの一年間車両が立ち入ることがなかったことから、これらを空飛ぶ円盤の着陸の証拠と報じた。しかし後に、この轍は地元民のマックス・ロッカードの乗る1942年型シボレー・ピックアップトラックの車輪の跡であろうという事実が明らかになっている。ロッカードは、朝にスチュワートが丘に入る数時間前にモンスターを探しに丘に車で乗り込んでいたのである。

### 目撃者の健康被害
モンスターとの遭遇の後、メイ夫人と少年たちのうち数人が同じような症状を長い間訴え続けた。生物の発する霧を吸ったためと彼らの考えた症状とは、鼻の痛みやのどの腫れなどが含まれていた。州兵のレモンは最も症状が重く、嘔吐や夜中の痙攣に悩まされ、数週間後ものどが痛み続けたという。
彼らを診療した医者は、彼らの症状がマスタードガスの被害者と似ていると語っているが、一方でショッキングな事件やトラウマの残る事件に遭遇した被害者が起こすヒステリーでも同様の症状は出ている。

### 住民によるUFOの目撃
事件時に周辺住民の多くが謎の光点物体(UFO)を目撃している。目撃者たちの証言によると、UFOは全部で4機か5機が同じ方向に向けて飛行しており、うち1機か2機が空中分解したように見え、1機か2機が着陸し、1機か2機が墜落したという。UFOは飛行中に事故を生じ、着陸か空中分解・墜落をし、そのUFOに搭乗していた地球外生物がフラットウッズ・モンスターだったのではないかとしている。超常現象調査団体サイコップのジョー・ニッケルは、空中でいくつかに分裂した隕石が空を横切るのを、同じ方向に向けて飛ぶ複数のUFOと見間違えたのではないかと推測している。
事件後、ロサンゼルスの円盤調査団体シビリアン・ソーサー・インベスティゲーション（Civilian Saucer Investigation）のウィリアム・スミスとドナ・スミスは、同じような現象や関係する現象を体験したという数多くの証人の証言を集めた。ある婦人とその21歳の娘は、9月12日夜の事件の一週間前に、同じような外見の臭い匂いの生物に出会ったという。この遭遇に娘はひどくショックを受け、三週間もクラークスバーグ病院に入院したという。目撃者の一人ユージーン・レモンの母親からは、丘に物体が落ちたのとちょうど同じ時刻、家が激しく揺れラジオは45分音が途切れたという証言を得た。教育委員会の委員長は、9月13日の朝6時半に空飛ぶ円盤が飛び立ったのを見たと述べた。

## 全米のパニック
この話は町に広まりヒステリックな騒ぎをもたらした。数日後には全米の新聞紙面、ラジオ、テレビで報道され、地元のみならず全米でもパニックが始まろうとしていた。その年の7月に首都ワシントンD.C.上空で謎の飛行物体が相次いで目撃され（ワシントンUFO乱舞事件、1952 Washington D.C. UFO incident）、全米はその話でもちきりになったばかりだったからである。町には数千人が見物に訪れた。9月19日にはニューヨークのテレビショー「We The People」でUFO特集が組まれ、メイ夫人も出演してフラットウッズの「モンスター」が取り上げられ、番組スタッフによって目撃証言から有名なモンスターのイラストが作成された。これに対し、子供たちは隕石の落下を目撃し、そのあと着落地点でアライグマかフクロウか何かの動物の目を見て怖くなって逃げ出したのだろうという保安官の推論も取り上げられ、やがて騒ぎは沈静化した。

## 調査と推論

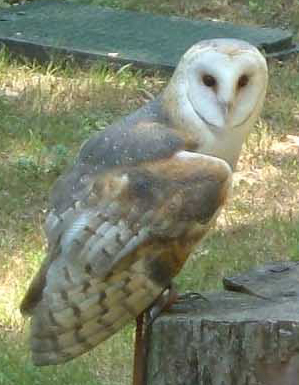
メンフクロウ

事件を調査した超常現象調査団体サイコップのジョー・ニッケルは、9月12日に複数の目撃者が証言した空中の光点はおそらく隕石であろうと結論付けている。また赤い光がまたたいていたのは航空障害灯と似ており、目撃者が見た生物はフクロウ（「爪のような手」をした、「スペードのエースのような顔」の生物）に非常に似ているとした。後者二つは通常見間違えないものであるが、前者の光る物体を見たあとの極度の興奮や不安のために見間違えたのだろうとされた。ニッケルの結論は空軍などによる他の調査結果とも共通している。
9月12日の目撃事件の夜、隕石がメリーランド州・ペンシルベニア州・ウェストバージニア州の三つの州で目撃されていた。これがエルク川の丘への燃える飛行物体の墜落と誤って報告された。またフラットウッズの町の真南にはブラクストン・カウンティー空港があり、モンスターの目撃場所の丘からは三つの航空障害灯を見ることができるが、目撃者が見た赤い瞬く光と、モンスターの顔の赤色はこれの見間違いではないかと考えられる。
目撃者が述べたモンスターの形・動き・音は、木の枝にとまるメンフクロウの姿・飛ぶ際の飛び方・驚いた時の鳴き声と一貫している。調査者たちはフクロウの止まる枝の下にあった緑の葉が、モンスターの下半身（板のような緑のスカート）に見えたのではないかと結論付けている。また目撃者間での「モンスターに腕があったか否か」の意見の相違は、キャスリーン・メイ夫人の証言の「小さな、爪のような手」が「体の前から伸びていた」という部分とあわせて、メンフクロウの木の枝をつかむ足の見え方に合致すると結論付けられている。
別の推論が地元メディアで取り上げられている。9月12日にモンスターを目撃した集団は隕石の衝突現場に立ち上った煙をヒト型モンスターと見間違えたというものである。またメイ夫人と息子たちは政府所有の機密の飛行物体を見たという説もある。

## モンスターの広がりと大衆文化への影響

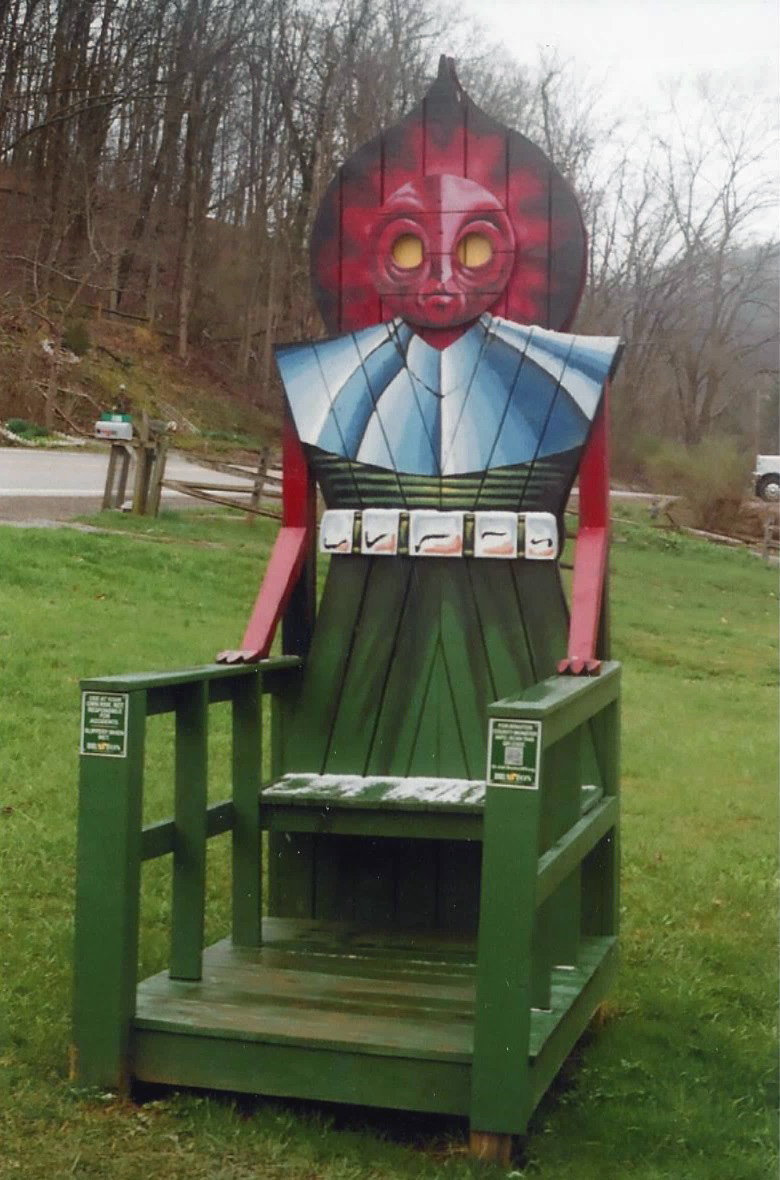
フラットウッズの町役場のそばにある、フラットウッズ・モンスターを模した椅子。観光客を歓迎するために設置されている

パニックが収まった後も多くのUFO研究家らがこの事件を取り上げた。ブラクストン郡出身でウェストバージニア州クラークスバーグの劇場で働いていたグレイ・ベイカー（Gray Barker）はこの事件に興味を持って資料を集め、有名になったイラストを元にモンタージュ写真を作り、翌1953年にオカルト系雑誌「FATE」に記事とともに寄稿した。彼はフラットウッズ・モンスターの事件をきっかけにUFOや超常現象に関するライターとなり数十年にわたり執筆を続けた。今日ではグレイ・ベイカーは、UFO雑誌を発行していた団体の会長が突然UFOから手を引いた出来事をきっかけに『彼らは空飛ぶ円盤を知りすぎた』（1956年）を著して、「メン・イン・ブラック」という存在をUFO界に紹介したことで知られている。
日本でも1970年代のオカルト・ブームやUFOブームの際、グレイ・ベイカーが発表した写真とともに「3メートルの宇宙人（「10フィートのモンスター」を訳す際に、メートル法換算で3mに置き換えたと考えられる）」の目撃談が南山宏らの手によりテレビ番組や少年向け単行本などの形で流布された。この結果多くの子供たちに強い印象を残した。特技監督の樋口真嗣は、ずっと「3メートルの宇宙人」で通してきたのでフラットウッズの宇宙人という呼び方には馴染めないと述べている。
1986年には、岡田斗司夫らが経営するSFショップのゼネラルプロダクツがソフビ人形で「3メートルの宇宙人」の商品名で商品化した。その他にも日本のガレージキットがキットを出したり、骨格標本のキットを出したりした。

### 影響下にある作品・キャラクター
アニメやゲームなどの世界において、1970年代のUFOブームの洗礼を受けた世代のクリエイターたちは、「3mの宇宙人」をもとにしたキャラクターを作品に登場させた。
- 銀河任侠伝 - 3面冒頭に雑魚キャラとして登場。
- ビーストマシーンズトランスフォーマーズ（ビーストウォーズリターンズ） - 植物型トランスフォーマー・ボタニカのロボットモードが酷似している。
- 新世紀エヴァンゲリオン - アニメ『新世紀エヴァンゲリオン』に登場する使徒[12]。
- UFO -A day in the life- - 救出対象乗客として「フラットウッズ」という乗客がいる。姿形は「フラットウッズ・モンスター」そのものである。
- 宇宙戦隊キュウレンジャー - フラットウッズ・モンスターをもとにした戦闘員「ツヨインダベー」が登場している。
- ケロロ軍曹 - 宇宙のテレビ番組「宇宙シクシク訪問録」のレポーター担当という設定の「3m」。外見はフラットウッズ・モンスターそのものになっている。
- スペースハリアーII - 2面のボス「パラノイア」は、フラットウッズ・モンスターそのものである。
- ムダヅモ無き改革 - 第93代内閣総理大臣鳩山ユキヲの姿はフラットウッズ・モンスターのパロディで描かれている。
- ダンダダン - 2話に登場。共通点は「スペードのエースのような顔」のみであり、力士のような姿をしている。
- 遊☆戯☆王ゴーラッシュ!! - フラットウッズ・モンスターを意識したキャラクターとして、「平森みつ子」が登場している。「3メートル星人」と呼ばれる宇宙人であり、物語序盤ではフラットウッズ・モンスター型のスーツを着用していた。